# 藤井萩花
藤井 萩花（ふじい しゅうか、1994年10月14日 - ）は、日本の元ダンサー、元ファッションモデル。Flower、E-girls、ShuuKaRenの元メンバー。
大阪府出身。夫は歌手の今村怜央。

## 略歴
3歳からダンスをはじめる。
2007年、EXPG大阪校に通いはじめる。
2010年4月1日、Flowerとして始動。
2011年4月、E-girlsとしても始動。
2016年8月11日、ShuuKaRenとしても始動。同グループのみ歌唱も務めていた。
2017年7月16日、『E-girls LIVE 2017 〜E.G. EVOLUTION〜』が、E-girlsとして最後の活動となった。同年10月22日、頸椎椎間板ヘルニアによる首の治療のためダンスパフォーマンス活動のみ休養することを発表。
同年12月31日、芸能界を引退。

### モデル
2歳からモデルの仕事をはじめる。
2007年から女子小中学生向けファッション雑誌『ラブベリー』の専属モデルとして活動。2008年に同誌を卒業した。同誌では「萩花」「美兎」「美卯」名義を使用していた。
2013年9月号からファッション雑誌『JJ』の専属モデルとして活動。2017年11月号で同誌を卒業した。表紙登場回数は通算10回で、そのうち6回が単独表紙だった。

### 芸能界引退後
2019年9月27日、友人である女優の二階堂ふみ撮影による写真集『月刊萩花・躍 写真 二階堂ふみ』を発売した。同年12月、自身のブランド「ROLE MODEL」を立ち上げた。

## 人物

### 家族
兄が1人、妹が1人いる。兄はWEST.の藤井流星。妹はHappiness、E-girls、ShuuKaRenの元メンバー藤井夏恋。妹の夏恋とはE-girls、ShuuKaRenで活動を共にしていた。『JJ』の専属モデル就任も同時だった。
2021年1月27日、歌手の今村怜央との結婚を発表。2022年4月26日に第1子・第2子となる双子の男児を出産。

### その他
乃木坂46の元メンバー西野七瀬は小中学校の同級生だった。

## 出演

### テレビドラマ
- ドン★キホーテ 第2話（2011年7月16日、日本テレビ） - 女子高生 役[要出典]
- スプラウト（2012年7月8日 - 9月30日、日本テレビ） - 蓮見芙美子 役[16]
- THE QUIZ（2012年9月1日、日本テレビ） - 紀寺さくら 役[17]
- 恋文日和 第1話（2014年1月7日、日本テレビ） - 宮下千雪 役[18]
- HiGH&LOW〜THE STORY OF S.W.O.R.D.〜（2015年10月22日 - 12月24日、日本テレビ） - ナオミ 役[19]
  - HiGH&LOW Season2（2016年4月24日 - 6月26日）[19]

### 映画
- HiGH&LOW（2016年 - 2017年）- ナオミ 役[20]
  - ROAD TO HiGH&LOW（2016年）[20]
  - HiGH&LOW THE MOVIE（2016年）[21]
  - HiGH&LOW THE RED RAIN（2016年10月8日）[22]
  - HiGH&LOW THE MOVIE 2 / END OF SKY（2017年）
  - HiGH&LOW THE MOVIE 3 / FINAL MISSION（2017年）

### 広告
- CASIO「BABY-G G-MS」（2019年）[23]

### ランウェイ
- 東京ガールズコレクション 2011 AUTUMN/WINTER（2011年9月3日）[要出典]
- 東京ガールズコレクション in 名古屋 2012（2012年9月1日）[24]
- 関西コレクション 2013 SPRING/SUMMER（2013年3月3日）[25][26]
- 神戸コレクション 2014 SPRING/SUMMER（2014年3月2日）[27]
- 東京ランウェイ 2014 SPRING/SUMMER（2014年3月21日）[28][29]
- GirlsAward 2015 AUTUMN/WINTER（2015年10月24日）[30]
- 第25回 東京ガールズコレクション 2017 AUTUMN／WINTER（2017年9月2日）[31]

## 書籍

### 雑誌連載
- ラブベリー（2007年 - 2008年、徳間書店） - 専属モデル[要出典]
- JJ（2013年9月号 - 2017年11月号、光文社） - 専属モデル[9]

### スタイルブック
- ANTITHESE（2016年、光文社）ISBN 978-4334842727 [32]

### 写真集
- 萩花 Fujii Shuuka（2017年、光文社）ISBN 978-4334940720[33]
- 月刊萩花・躍 写真 二階堂ふみ（2019年、小学館）ISBN 978-4096823125